# Colt King Cobra

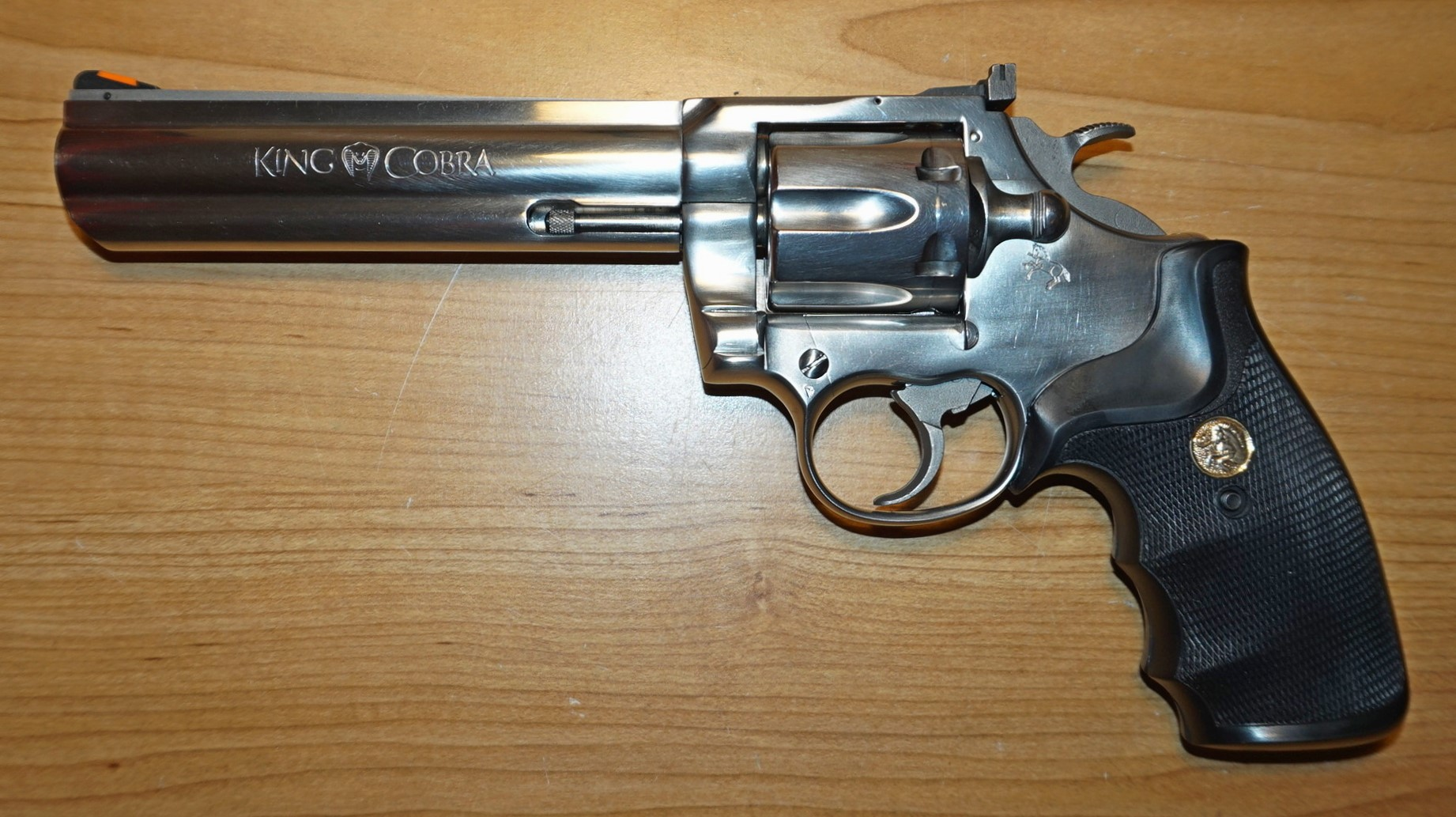
O Colt King Cobra .357 Magnum

O Colt King Cobra é um revólver de corpo médio, de ação dupla e cilindro de seis tiros, no calibre .357 Magnum de fogo central, fabricado pela Colt's Manufacturing Company a partir de 1986. O King Cobra foi direcionado tanto ao mercado de forças de segurança quanto ao mercado civil. Ele foi oferecido nos acabamentos de aço azulado e aço inoxidável, com uma variedade de opções de comprimento de cano entre 2½ até 8 polegadas.

## Calibres
- .357 Magnum
- .38 Special